# 도시빈민

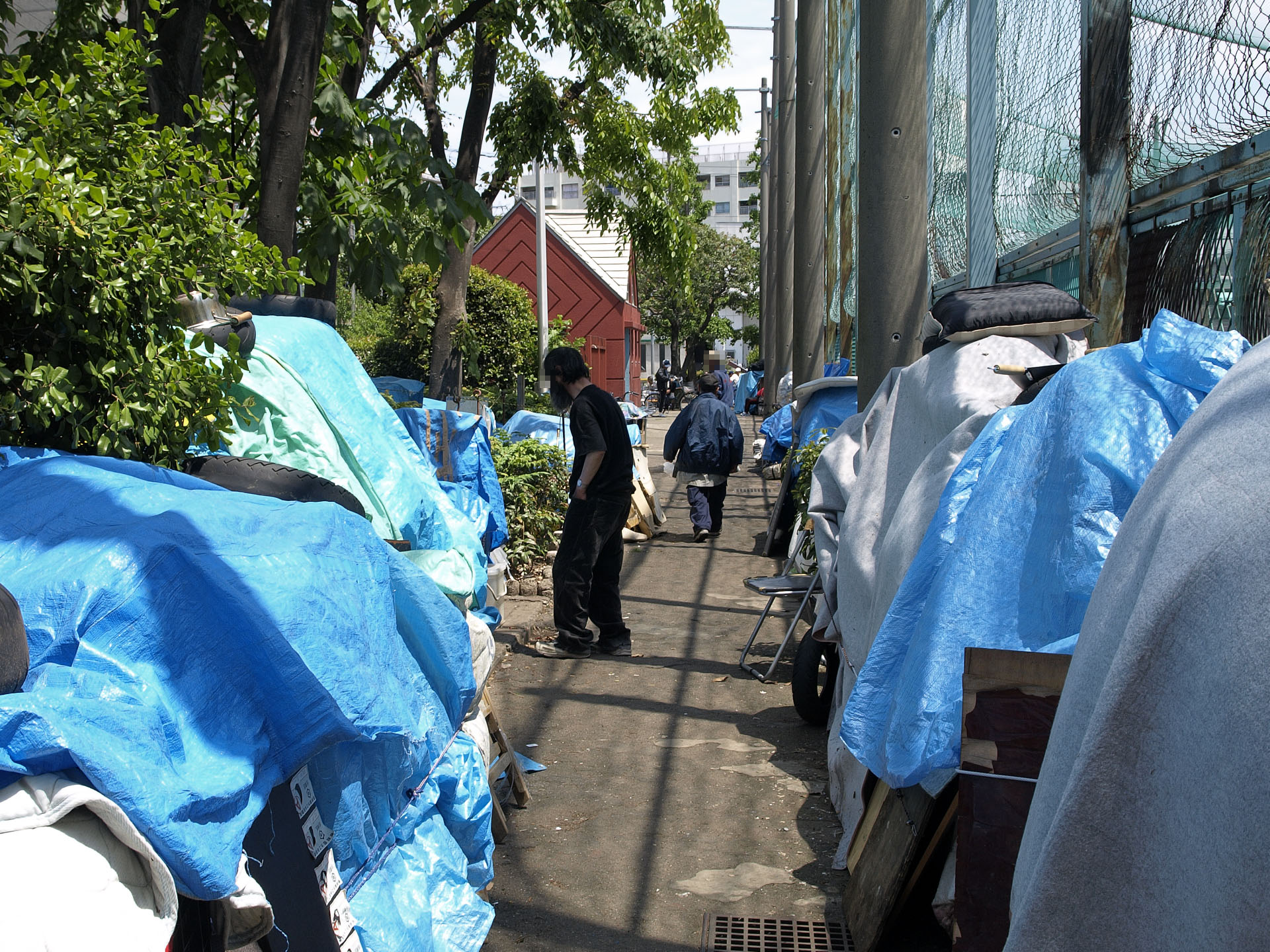
일본 도쿄의 도시빈민 집중지역 산야.

도시빈민(都市貧民, urban poverty)은 도시 거주민으로서 저소득 또는 저자산 등 빈곤 상태에 있음을 말한다. 도시빈민이 집중적으로 거주하는 인구과밀지역을 슬럼이라고 한다.
일제강점기의 토막민이 한국의 도시빈민의 시초로 평가된다. 오늘날의 도시빈민 계층으로는 철거민, 노점상, 노숙자 등이 지목된다.